# 點鰭半鈎鯰
點鰭半鈎鯰，為輻鰭魚綱鯰形目甲鯰科的其中一種，為亞熱帶淡水魚，分布於南美洲巴西烏拉圭河上游流域，體長可達14.1公分，棲息在沙底質且流動的溪流底層水域，生活習性不明。

## 扩展阅读
維基物種上的相關：點鰭半鈎鯰